# سید مرتضی مرتضوی
سیدمرتضی مرتضوی از بازاریهای تهران بود، که در دوره نخست بعنوان نماینده تهران در مجلس شورای ملی حضور داشت.